# Jardines de Farnesio

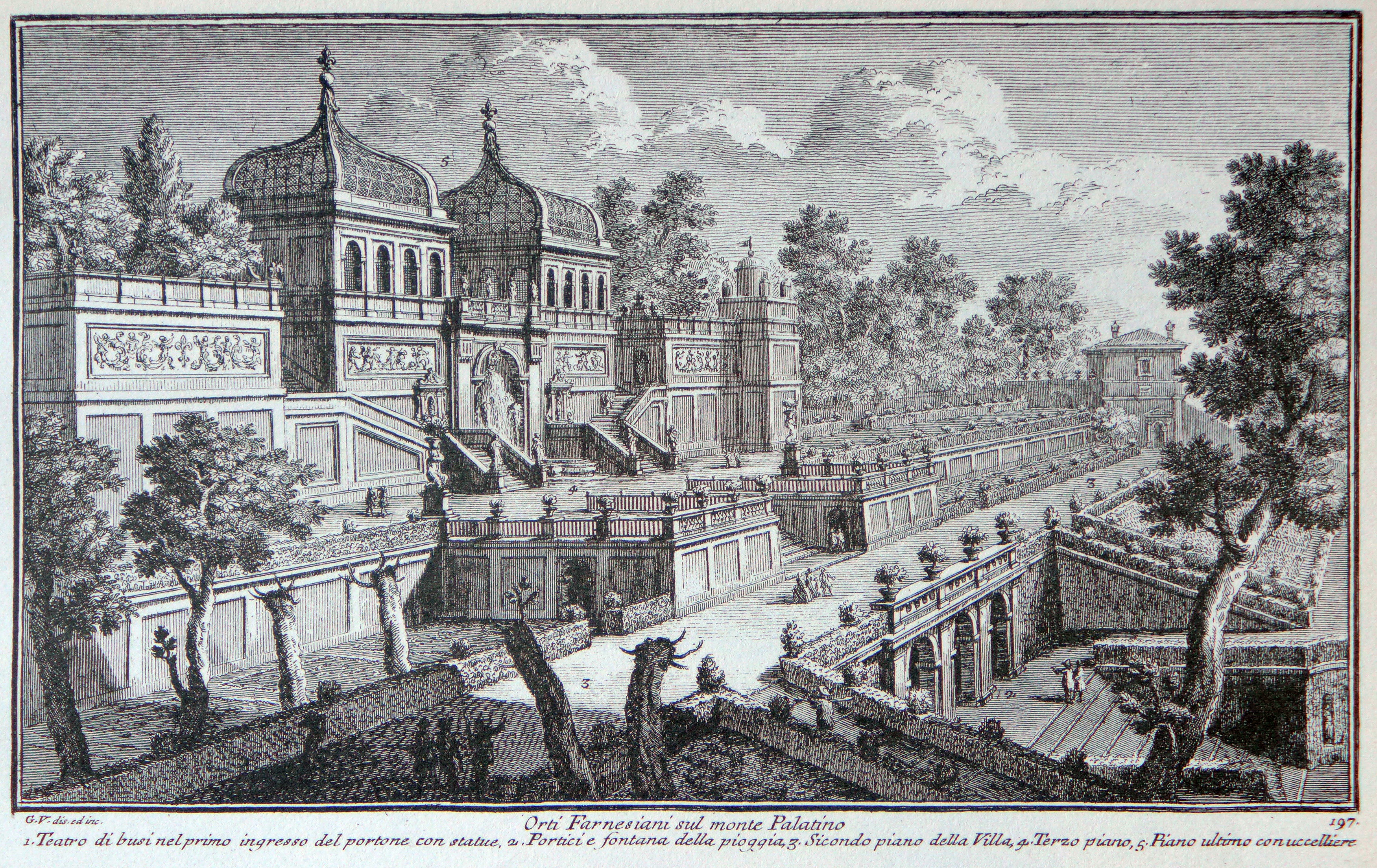
Grabado de 1761 del arquitecto Giuseppe Vasi del libro 10 de su serie de vedute (vistas) de Roma, que muestra los Jardines Farnesio en la Colina del Palatino de Roma en aquella época. La entrada de la planta baja está a la derecha, y las cúpulas gemelas están sobre las pajareras del tercer piso de la estructura.

Los Jardines Farnesio (en italiano: Orti Farnesiani sul Palatino), o "Jardines de Farnesio sobre el Palatino", son unos jardines de Roma creados en 1550 en la parte norte de la colina del Palatino por el cardenal Alejandro Farnesio. Fueron los primeros jardines botánicos privados de Europa; los primeros jardines botánicos de cualquier tipo en Europa habían sido iniciados poco antes por universidades italianas a mediados del siglo XVI.

## Historia
Alejandro Farnesio (1520-1589) fue nombrado cardenal-diácono de la Iglesia Católica en 1534 (a la edad de 14 años) por Pablo III, su abuelo, que había sido elegido papa dos meses antes. Se le recuerda por ser un anticuario que reunió la mayor colección de escultura romana reunida en manos privadas desde la antigüedad, la famosa Colección Farnesio. En 1550, cuando Farnesio adquirió una parcela en el norte de la colina del Palatino (históricamente la más antigua de las siete colinas de Roma), hizo rellenar las ruinas de una Palacio romano de Tiberio en el extremo noroeste de la cima de la colina, y las convirtió en una casa de veraneo donde hizo plantar el jardín en estilo formal italiano. El lugar está soportado por una serie de estructuras porticadas construidas bajo los emperadores Domiciano, Trajano y Adriano, y que lo elevan sobre el Foro Romano; está cerca del Arco de Tito.
El jardín se plantó según el estilo clásico de cuadrantes con un pozo o una fuente en el centro. Este estilo deriva del diseño de los peristilos romanos de la Roma clásica, y fue recreado en este caso por el notable arquitecto Vignola. El diseño de la villa adyacente al jardín, conocida como a Casina Farnesina, se atribuyó primero a Miguel Ángel, pero más tarde a Vignola y Rainaldi. Esta villa fue construida sobre los restos de la Domus Flavia, que los jardines también ocupan parcialmente. Los jardines están dispuestos en terrazas. Las escaleras de terraza a terraza pasan por el Ninfeo della Piogga (un ninfeo) para terminar en el Teatro del Fontanone. En la Casina central se encontraban las pajareras, que contaban con frescos. Los senderos en la base de la Domus Tiberiana incluían pasajes subterráneos, y son los únicos restos del antiguo palacio imperial que han sido excavados.
Aunque poco de los jardines Farnesio sobrevive en la actualidad, pueden verse algunos restos de estructuras. Los jardines volvieron a ser populares en los siglos XVIII y XIX cuando los viajeros del Grand Tour visitaron Roma.  En 1861, el emperador francés Napoleón III adquirió los jardines y encargó a Pietro Rosa que realizara excavaciones en la zona.
Del nombre de estos jardines se deriva el nombre de la planta Vachellia farnesiana y de su esencia floral, el importante producto bioquímico farnesol.

## Galería

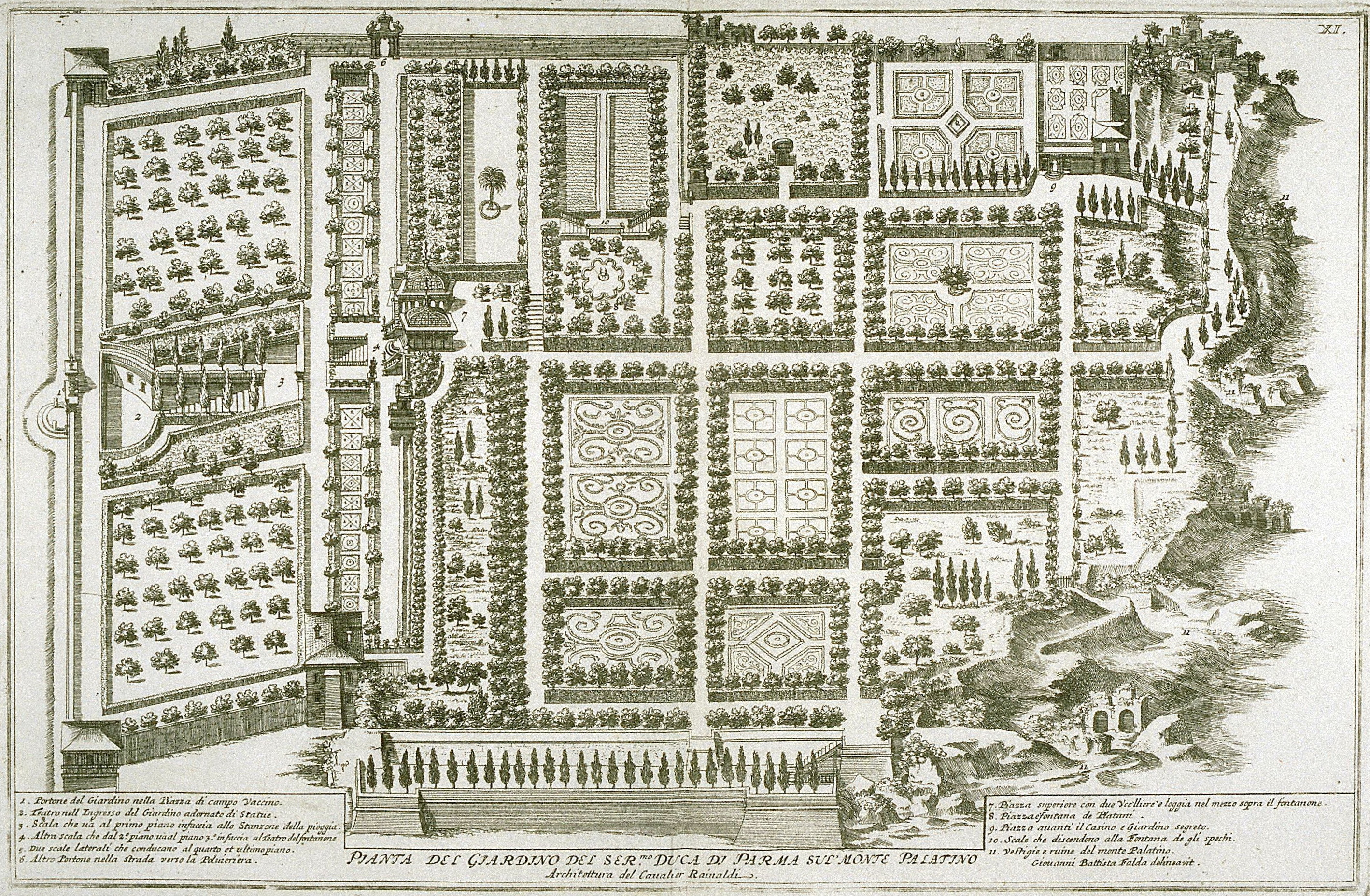
Plano de los Jardines Farnesio según un grabado de 1683.
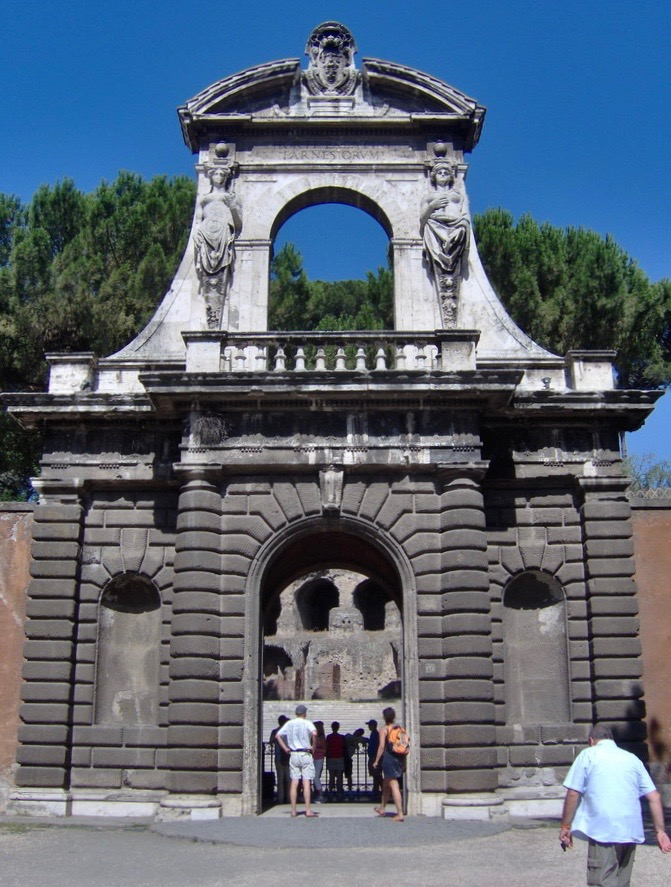
Entrada desde la via de San Gregorio.
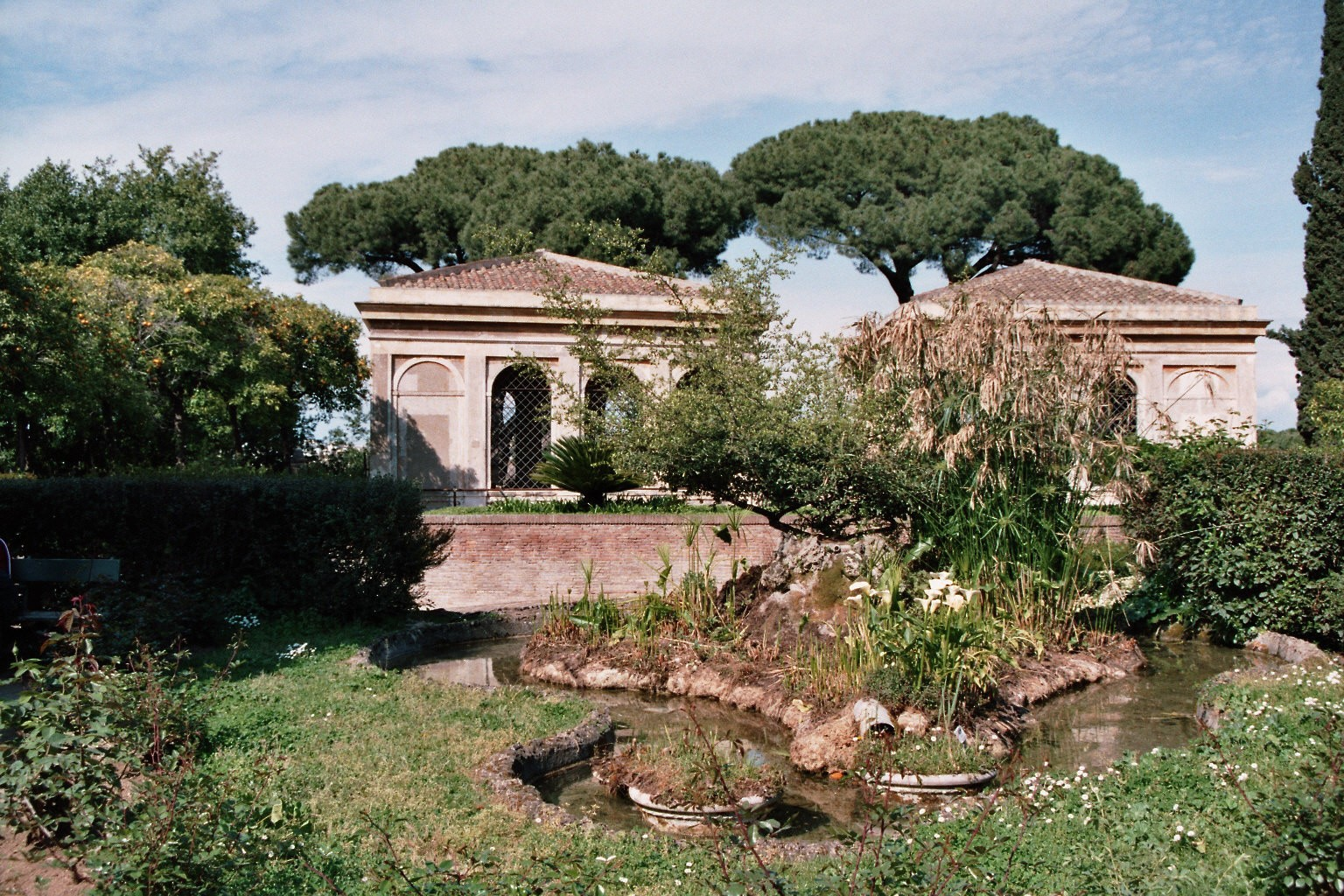
Vista de los pabellones de recreo.
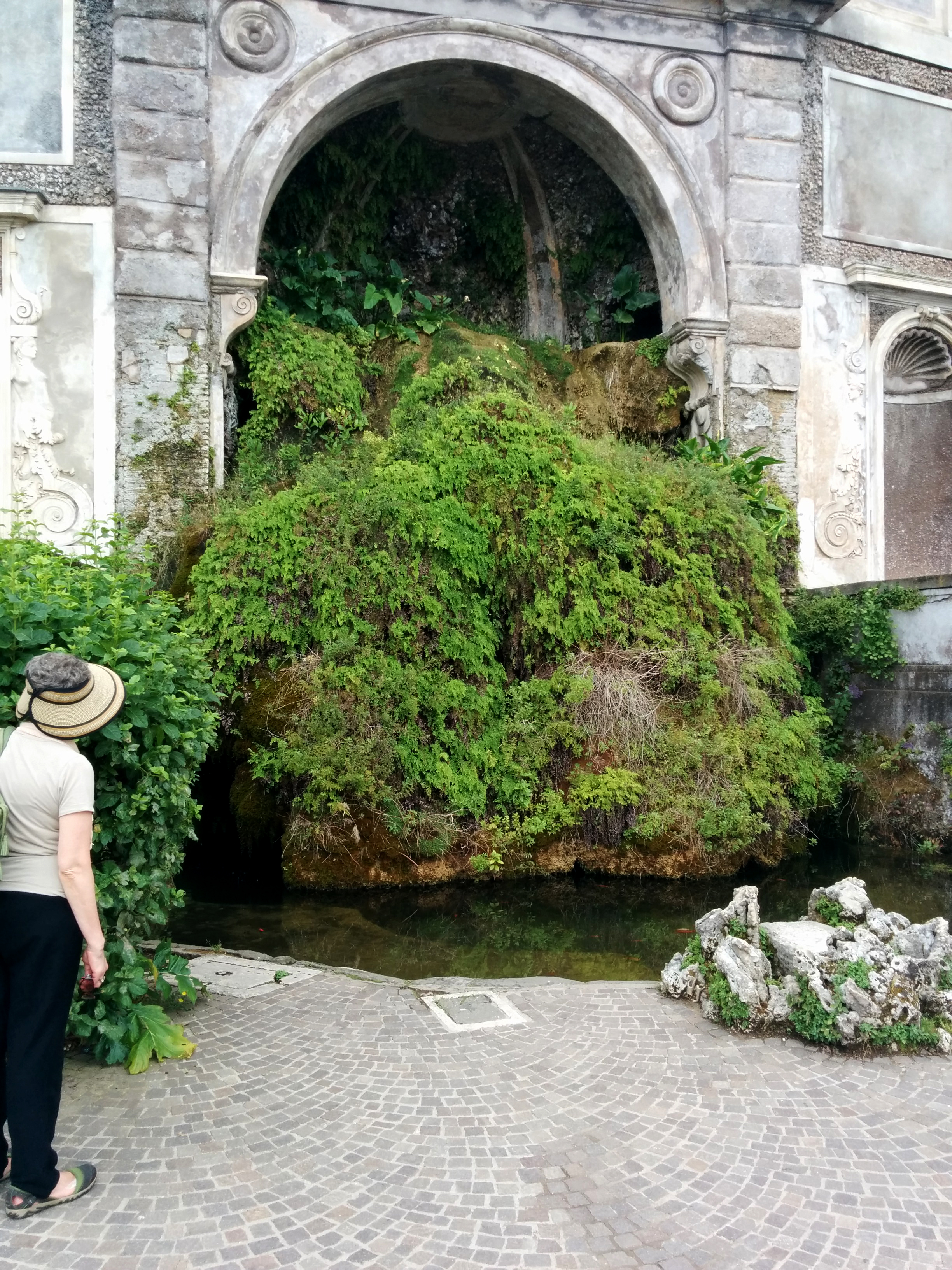
Fontana del Teatro.
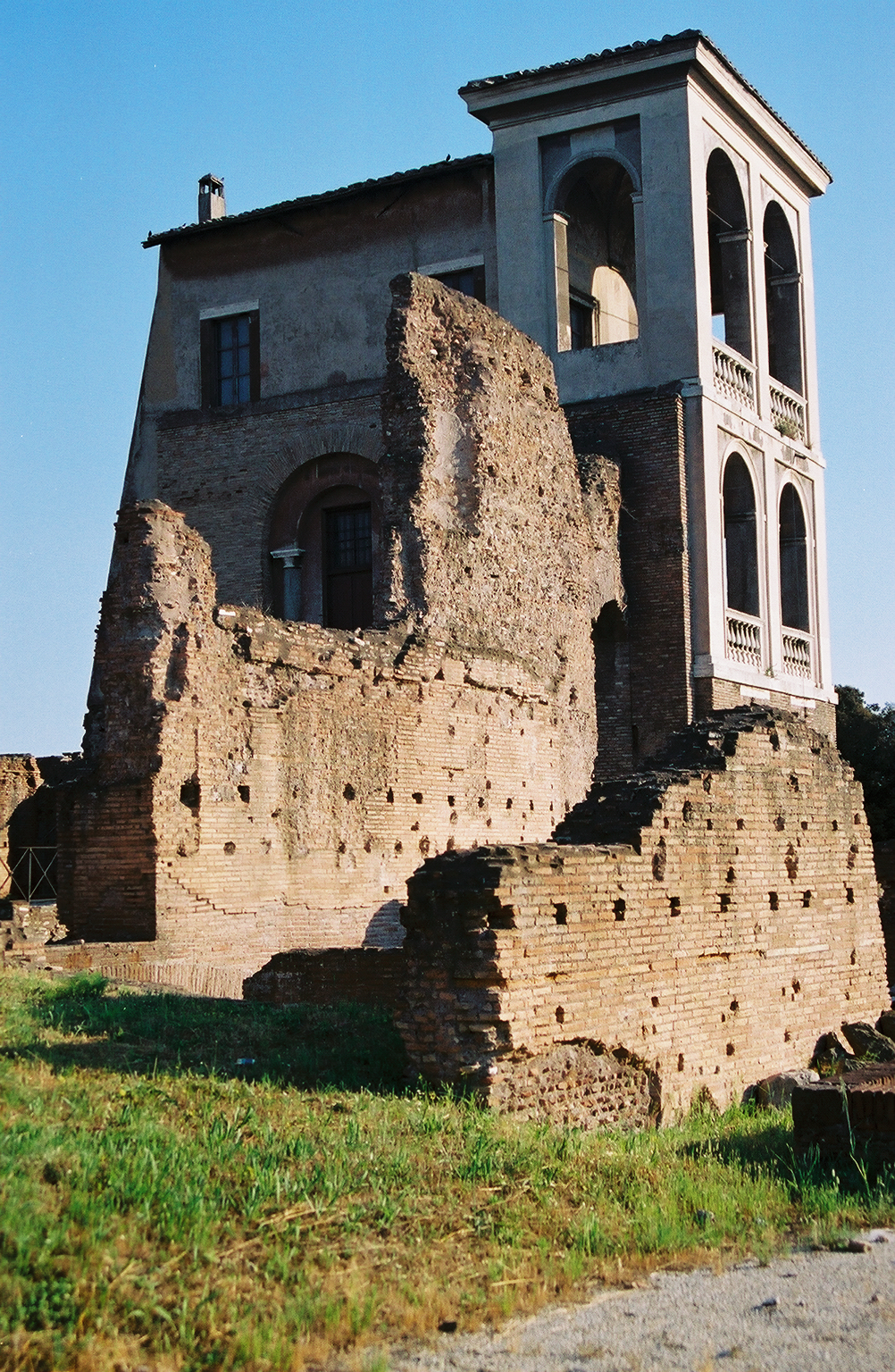
La Casina Farnese, construida sobre la Domus Flavia.